# FM-8
L'FM-8 è un home computer a 8 bit sviluppato e prodotto dalla Fujitsu nel maggio del 1981. Fu il secondo microcomputer messo in commercio dopo il modello LKIT-8 venduto sotto forma di kit e il primo della serie FM.
L'FM-8 fu sostituito da due nuovi modelli nel novembre del 1982: l'FM-11 orientato verso il mercato business e il modello FM-7 orientato verso il mercato di massa..

## Specifiche tecniche
- CPU 68A09 a 1,2 MHz, con coprocessore Motorola 6809 a 1 MHz
- RAM 64 KB
- ROM 44 kB
- VRAM 48 kB
- Tastiera: 95 tasti
- Modi grafici: 640 x 200 pixel, 8 colori